# Адад-нірарі (цар Катни)
Адад-нірарі (д/н — бл. 1378 до н. е.) — цар міста-держави Катна близько 1423—1378 роках до н. е.

## Життєпис
Ймовірно син або небіж царя Сінадду. Низка дослідників ототожнює його з Адад-нірарі, царем Ніхашше. Проте в цей час Ніхашше згадується окремо від Катни. Також висувається гіпотеза про розділення Ніхашше як держави і Ніхашше як географічного терміна. Можливо, Адад-нірарі був мітанніським намісником саме регіону. Ще за однією версією Адад-нірарі, цар Нухашше, був сучасником Ідадду (напевне онука царя Кадеша). З огляду на це ймовірно Адад-нірарі або його син мав династичні зв'язки з Нухашше, внаслідок чого його інший онук Адад-нірарі посів трон цієї держави.
Саме на період Адад-нірарі доводиться замирення між Єгиптом і Мітанні (близько 1400-х років до н. е.), за яким Катна опинилася в сфері впливу мітанніських царів. Адад-нірарі відповідно до цього визнав зверхність царя Артатами I. Втім ймовірно ще раніше відмовився від ворожих дій щодо єгиптян. Проте це свідчить відсутність згадок про Катну як ворога під час сьомого походу фараона Аменхотепа II.
Завдяки мирним відносинам з сусідами зумів зміцнити й мабуть розширити державу, скориставшись послабленням Кадешу і Туніпу. відомо, що за його панування, що тривало 45 років, кордонами Катни стали Ліванські гори (на південному заході) і Ліванський ліс (на півдні), володів входом до долини Бекаа.
Помер близько 1480/1478 року до н. е. Йому спадкував Улашадду (Улашуда).